# Sandra Sandrini
Sandra Rosa Eugenia Sandrini (Buenos Aires, Argentina; 3 de febrero de 1957) es una actriz, directora y guionista argentina. Sus padres fueron los primeros actores Luis Sandrini y Malvina Pastorino.

## Carrera
Criada en un seno de artistas argentinos su padre fue el primer actor cómico-dramático Luis Sandrini, su madre la actriz Malvina Pastorino y su tío el también gran actor Eduardo Sandrini. Su hermana mayor se llama Malvita Sandrini.Comenzó a actuar profesionalmente a los 18 años.
Su primera incursión en el cine la dio con la película No hay que aflojarle a la vida en 1975, junto a un gran elenco entre los que se encontraban Palito Ortega, Claudia Lapacó, Olinda Bozán, Javier Portales y Tono Andreu. En Así es la vida de 1977 dirigida por Enrique Carreras, tuvo la oportunidad de actuar junto a su padre y a Susana Campos, Gabriela Gili, Dario Vittori y Ángel Magaña. En 1980 actúa en Crucero de placer, y en la década del '90 en las películas Delito de corrupción protagonizada por Rodolfo Ranni, Mercedes Carreras y Mario Pasik; y No te mueras sin decirme adónde vas, escrita y dirigida por  Eliseo Subiela con Darío Grandinetti y Mariana Arias. También encarnó a Blanca Duarte, la madre de Eva Duarte y Juan Duarte en la película  de 2004, Ay, Juancito. En el 2018, y a los 61 años, se animó a su primer desnudo para el film La cama.
También incursionó notablemente como actriz de reparto en decenas de obras teatrales y tiras televisivas. 

## Distinciones
Sandrini ganó el Premio Patacón Estímulo, que entrega la Sociedad Argentina de Gestión de Actores Intérpretes (SAGAI) a Mejor Actriz por su papel en la película La cama en el 2018.

## Filmografía[2]
- 2019: Sandrini (documental. Guion y dirección).
- 2018: La cama.
- 2012: Paisajes devorados.
- 2011: El borde del tiempo.
- 2004: Ay, Juancito.
- 2004: El 48.
- 2001: Todas las azafatas van al cielo.
- 2000: Las aventuras de Dios.
- 1999: Río escondido.
- 1995: No te mueras sin decirme adónde vas.
- 1991: Delito de corrupción.
- 1980: Crucero de placer.
- 1977: Así es la vida.
- 1975: No hay que aflojarle a la vida.

## Televisión[3]
- 2022: El secreto de la familia Greco[4]
- 2006: El tiempo no para.
- 2002: Franco Buenaventura, el profe.
- 1992: Princesa.
- 1989: Rebelde.
- 1977: Pablo en nuestra piel.

## Teatro[5]
- La cama (94´)
- Las Preciosas Ridículas
- Any